# Marcel Bertrand (football)
Pour les articles homonymes, voir Marcel Bertrand et Bertrand.
Marcel Bertrand, né le 13 avril 1899 et mort le 18 mars 1933, est un footballeur français évoluant au poste d'arrière.
Il meurt d'une rupture d'anévrisme au cours d'une rencontre qu'il dispute avec son club.

## Carrière
- Club français
- SULC Troyenne

## Palmarès
- 5 sélections en équipe de France A (1929)